# Béla Sárosi
Béla Sárosi, ursprünglich Béla Stefancsics, (* 15. Mai 1919 in Budapest; † 15. Juni 1993 in Saragossa, Spanien) war ein ungarischer Fußballspieler, der dem Kader der Nationalmannschaft seines Heimatlandes bei der Fußball-Weltmeisterschaft 1938 angehörte. Der auch unter der Bezeichnung Sárosi III bekannte Spieler war der jüngere Bruder des langjährigen ungarischen Nationalspielers György Sárosi.

## Spielerkarriere

### Vereinslaufbahn
Béla Sárosi, geboren am 15. Mai 1919 in der ungarischen Hauptstadt Budapest, spielte zunächst beim Műegyetemi AFC und begann dann seine Profikarriere beim ungarischen Hauptstadtverein Ferencváros Budapest. Schon in seiner ersten Saison 1937/38 gewann er mit dem heutigen Rekordmeister Ungarns auch die Meisterschaft des Landes, als man in der Tabelle den ersten Platz vor Újpest Budapest belegte. In der Folgesaison musste man sich mit einem zweiten Rang hinter Ujpest zufriedengeben. 1940 gelang Sárosi, der auf der Position eines Mittelfeldspielers aktiv war, sein zweiter Titelgewinn mit Ferencváros. Diesmal wurde man Erster in der Nemzeti Bajnokság mit einem Punkt Vorsprung vor MTK Budapest. Ein letzter Titelgewinn mit dem Verein gelang Sárosi ein Jahr später, 1941, mit elf Punkten Vorsprung vor Ujpest. Von 1942 bis 1944 gelang den Franzstädtern dreimal in Folge der Sieg im ungarischen Cup. 1946 verließ er dann Ferencváros Budapest und schloss sich dem FC Bologna in Italien an. In Bologna spielte er zwar zusammen mit bekannten italienischen Spielern wie Amedeo Biavati, Weltmeister von 1938, es gelang jedoch kein sportlicher Erfolg. Nach drei Jahren beim FC Bologna ging Béla Sárosi weiter zum Ligakonkurrenten AS Bari. Dort blieb er nur ein Jahr und ging dann weiter nach Kolumbien zu Atlético Junior aus Barranquilla. Nun folgten mehrere Vereine, bei denen Sárosi seine Karriere ausklingen ließ. Mit dem FC Porto und Real Saragossa durchlief er in zwei Jahren zwei Vereine, ehe er sich 1953 dem FC Lugano in der Schweiz anschloss, mit dem er schon im ersten Jahr die Nationalliga B gewinnen konnte und danach noch ein Jahr in der höchsten Spielklasse spielte, ehe er seine aktive Karriere beendete.

### Nationalmannschaft
In der ungarischen Fußballnationalmannschaft kam Béla Sárosi zwischen 1939 und 1945 zu 25 Spielen, in denen ihm drei Tore gelangen. Ohne ein einziges Länderspiel absolviert zu haben, wurde er von Ungarns Verbandskapitän Károly Dietz ins Aufgebot für die Fußball-Weltmeisterschaft 1938 in Frankreich berufen. Allerdings gehörte er zu jenen vier Spielern des Kaders, die auf Abruf in der Heimat blieben und nicht nach Frankreich reisten. Die ungarische Mannschaft indes erreichte bei der Weltmeisterschaft nach Siegen über Niederländisch-Indien (heute Indonesien) mit 6:0, die Schweiz mit 2:0 und Schweden mit 5:1 das Endspiel im Stade de Colombes von Paris, wo man mit 2:4 an Italien scheiterte. Einer der ungarischen Torschützen im Endspiel war Bélas Bruder György. Ein Jahr nach der Weltmeisterschaft absolvierte er sein erstes von 25 Länderspielen für Ungarn und gehörte in den Jahren 1939 bis 1943 zum festen Stamm der Läuferreihe der Nationalmannschaft. Auch an Ungarns erstem Spiel nach Ende des Zweiten Weltkriegs nahm er teil, ehe er im September 1945 bei einem 7:2 gegen Rumänien seine Karriere im Nationalteam beendete.

## Trainerkarriere
Nach dem Ende seiner Karriere als Fußballspieler begann Béla Sárosi eine Trainerlaufbahn, nachdem er bereits bei seinen letzten Spielerstationen als Spielertrainer agiert hatte. 1955 schloss er sich dann dem FC Basel an. Ohne einen Titel mit dem Rekordmeister der Schweiz gewonnen zu haben, ging er 1957 nach Deutschland. Er übernahm die Mannschaft von Jahn Regensburg in der Oberliga Süd, damals die höchste Spielklasse, von seinem Trainervorgänger Josef Uridil. Mit „dem Jahn“ stieg Sárosi jedoch 1958 als Tabellenvorletzter in die 2. Liga Süd ab. Daraufhin wechselte er erneut den Verein und coachte fortan Alemannia Aachen, ebenfalls in Deutschland. Die Alemannia spielte damals in der Oberliga West und hatte in der Runde 1957/58 mit Trainer Georg Knöpfle den dritten Rang im Westen belegt. Sárosi jedoch verließ Aachen wieder nach nur einem Jahr, mit der Elf um Josef Martinelli hatte es nur zum 10. Platz gereicht. Nun wechselte er nach Belgien zu Germinal Beerschot aus Antwerpen. Bei dem damals unterklassigen Verein blieb Sárosi ein Jahr und beendete nach diesem einen Jahr seine Trainerkarriere im Jahre 1961. Danach lebte er im spanischen Saragossa, wo er am 15. Juni 1993 im Alter von 74 Jahren starb.